# Saint-Alban (Alta Garonna)
Saint-Alban è un comune francese di 5 750 abitanti situato nel dipartimento dell'Alta Garonna nella regione dell'Occitania.

## Società

### Evoluzione demografica
Abitanti censiti